# Leona Anderson
Leona Anderson, nata Leona Aronson (St. Louis, 3 aprile 1885 – Fremont, 25 dicembre 1973), è stata un'attrice statunitense.
Era sorella di Gilbert "Broncho Billy" Anderson.

## Filmografia parziale
- Charlot nel parco (In the Park), regia di Charlie Chaplin (1915)
- Mud and Sand, regia di Gilbert Pratt (1922)
- La casa dei fantasmi (House on Haunted Hill), regia di William Castle (1958)